# Карел Яролим
Карел Яролим (на чешки: Karel Jarolím) е бивш чешки футболист, полузащитник, и настоящ старши треньор на чешкия национален отбор.

## Кариера

### Кариера като футболист
Започва кариерата си в Павдубице. След това играе за Славия Прага, Дукла Прага и Дукла Прибрам. Между 1987 и 1991 година играе във Франция за Руан и Амиен. Завършва активната си кариера в Бохемианс Прага през 1995 г.

### Кариера като треньор
През сезон 1997/98 води Дукла Прибрам – един от бившите си отбори. През 2000 г. поема Славия Прага, а година по-късно става помощник-треньор във френския Страсбург. През 2005 г. за пореден път се завръща в Славия, който отбор тренира в продължение на 5 години. През 2010 г. поема Слован Братислава. След една година заминава за Саудитска Арабия и подписва 2-годишен договор с Ал-Ахли. За кратко през 2013 г. е треньор на Ал-Уахда в ОАЕ. Между 2014 и 2016 г. е старши треньор на Млада Болеслав. На 15 юни 2016 г. заменя Павел Върба начело на Чехия.

## Успехи

### Като футболист
Дукла Прага
- Шампион на Чехословакия (1): 1978/79

 Славия Прага
- Интеркъп (2): 1986, 1992

### Като треньор
Словачко
- Купа на Чехия (финалист) (1): 2004/05

 Славия Прага
- Шампион на Чехия (2): 2007/08, 2008/09

 Слован Братислава
- Шампион на Словакия (1): 2010/11
- Купа на Словакия (1): 2010/11

 Ал-Ахли
- Купа на Саудитска Арабия (1): 2012

 Млада Болеслав
- Купа на Чехия (1): 2015/16